# Falacia de McNamara
La falacia de McNamara se refiere a Robert McNamara, el Secretario de Defensa de los Estados Unidos desde 1961 hasta 1968, y su creencia relativa a lo que llevaría a Estados Unidos a la derrota en la guerra de Vietnam. Se refiere concretamente a la cuantificación del éxito en la guerra considerando, por ejemplo, el número de bajas, mientras se ignoran otras variables.

El primer paso es medir lo que sea fácilmente mensurable. Esto es correcto en sí mismo. El segundo paso es descartar lo que no se puede mensurar fácilmente o darle un valor cuantitativo arbitrario. Esto es artificial y conduce a errores. El tercer paso es suponer que lo que no se puede mensurar fácilmente no es importante. Esto es ceguera. El cuarto paso es decir que los no se puede mensurar fácilmente no existe. Esto es un suicidio.
Daniel Yankelovich "Corporate Priorities: A continuing study of the new demands on business." (1972)

## Ejemplo
Ted tiene mucho dinero. Mucho dinero hace que la gente sea feliz. Ted dice que está deprimido. Lo que Ted dice no indica necesariamente cómo se siente. La depresión no se puede demostrar. Por tanto, Ted es feliz.